# Kurznasenstör

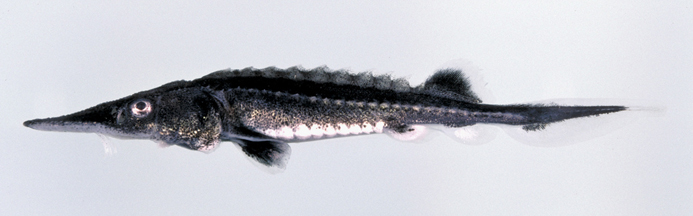
Jungfisch

Der Kurznasenstör (Huso brevirostrum, Synonym: Acipenser brevirostrum) ist ein kleiner nordamerikanischer Stör, der in 16 bis 19 großen Flüssen und Ästuar-Systemen entlang der atlantischen Küste vom Saint John River in New Brunswick, Kanada, bis zum St. Johns River in Florida, Vereinigte Staaten, vorkommt. Die Populationen sind möglicherweise disjunkt, was allerdings aufgrund der mangelhaften Datenlage zum Wanderverhalten schwer nachzuweisen ist. Darüber hinaus gibt es nur selten Fänge von gekennzeichneten Individuen außerhalb der Flüsse, in welchen sie markiert wurden.
Die Art wird oft mit juvenilen Tieren des Atlantischen Störs verwechselt, da die erwachsenen Exemplare des Kurznasenstörs in der Größe den juvenilen Tieren des Atlantischen Störs gleichen. Vor 1973 gab es in den Aufzeichnungen der U.S. Commercial Fishing Records gar keine Unterscheidung für beide Arten. Beide wurden als „common sturgeon“ bezeichnet, wobei man aufgrund der Größenangaben davon ausgehen kann, dass schon damals die Hauptmasse Atlantischer Stör war.

## Merkmale
Die Tiere weisen den typischen Körperbau der Störe mit langgestrecktem Körper, unterständigem Rüsselmaul, heterozerker Schwanzflosse und fünf Reihen von Knochenplatten entlang des Rumpfes auf. Gewöhnlich erreichen die Tiere eine Länge bis 1,43 m und ein Gewicht von 23 Kilogramm. Der Körper ist dunkelbraun mit gelblichem bis weißlichem Bauch und dunklen Knochenplatten. Die Schnauze ist stets lang und V-förmig zugespitzt. Zwei Paar kurzer, schlanker Barteln sitzen etwas vor der halben Strecke von der Schnauzenspitze zum Maul. Über dem Auge liegt ein Knochenkamm. Die Iris ist bronze-, gold- oder kupferfarben. Die Rückenreihe weist 7 bis 13 Knochenplatten auf, die seitlichen Reihen haben 22 bis 34. Zwischen After und Afterflosse sitzen 6 bis 11 kleine Platten in Paaren. Zwischen den großen Knochenplatten liegen zahlreiche winzige, rautenförmige Plättchen. Die Rückenflosse weist 33 bis 42 Weichstrahlen auf.

## Fortpflanzung
Die Tiere laichen im Süßwasser nahe der Gezeitengrenze, in fließenden Gewässern über kiesigen Gründen mit wenig Schlamm oder organischem Abfall. Die Laichzeit variiert je nach Breitengrad und hängt wahrscheinlich von der Wassertemperatur ab, die zwischen 9 und 12 °C liegen muss, erfolgreiches Laichen kann jedoch auch bei Temperaturen von 6,5–15 °C beobachtet werden; dementsprechend beginnt die Laichzeit im Januar in South Carolina oder Georgia, während sie erst im Mai in Maine und New Brunswick beginnt. Zusätzliche Faktoren sind die Tageslänge von 13,9–14,9 h und eine Wassergeschwindigkeit am Grund von 30–120 cm/s. Die Jungfische schlüpfen nach 13 Tagen. Sie sind 7– bis 11 mm lang und tragen einen großen Dottersack. Die Larven weisen nur minimales Seh- und Schwimmvermögen sowie einem starken Trieb sich zu verstecken auf. Nach weiteren 9–12 Tagen reifen die Larven zu Jungfischen von ca. 15 mm heran und gleichen ab einer Länge von 20 mm den adulten Tieren. In dieser Zeit driften sie Stromabwärts in den Flusstiefen, verbleiben aber im ersten Lebensjahr im Süßwasser. Juvenile Tiere ab einer Länge von 45 cm schwimmen eher in die Gebiete, wo Süß- und Salzwasser sich mischen und bewegen sich mit dem Tidenzyklus.
Erwachsene Tiere leben sowohl im Süß- als auch im Salzwasser. Sie werden ab einer Größe von 45 bis 55 cm geschlechtsreif, unabhängig vom Alter. Gewöhnlich erreichen Männchen in Georgia die Geschlechtsreife nach 2–3 Jahren beziehungsweise nach 10–14 Jahren in New Brunswick, die Geschlechtsreife der Weibchen beginnt mit 6 bis 17 Jahren. Die Tiere wachsen bis auf 1,2 m heran. Männchen können jährlich laichen, leben aber selten länger als 30 Jahre. Weibchen laichen gewöhnlich alle drei bis fünf Jahre und produzieren zwischen 40.000 und 200.000 Eiern. Sie erreichen ein Alter von 67 Jahren. Sie verbringen viele Jahre mit geringerer Nahrungsaufnahme und reduziertem Wachstum um den Laich zu produzieren. Man geht davon aus, dass das maximale Alter in den nördlichen Regionen erreicht wird.

## Ökologie
Der höchste Salzgehalt, in dem man Exemplare gefunden hat, liegt bei 3,0 bis 3,1 %, nur wenig unter dem Salzgehalt von Meerwasser. In drei Biotopen (Connecticut River in Massachusetts, Santee River in South Carolina, Saint John River in New Brunswick) konnte die Art als Süßwasser-Population überleben, nachdem dort Dämme die Wanderbewegungen unterbrachen. Offensichtlich ist die Art nicht auf Salzwasser angewiesen. Störe aus Fischzuchten scheinen in salzfreiem Süßwasser am besten zu überleben. Nördliche Populationen verbringen generell mehr Zeit im Salzwasser als südliche Populationen.
Störe sind Grundfische, die sich hauptsächlich von Insekten und kleinen Crustaceen ernähren. Jungtiere wurden beobachtet, die in ihrem Magen mehr als 90 % nicht verwertbare Stoffe hatten, woraus man schließen kann, dass sie den Grund eher zufällig "absaugen". Erwachsene Tiere im Süßwasser leben vor allem von Mollusken und Polychaeten, sowie von kleinen benthischen Fischen in den Ästuaren oder Crustaceen und Insekten.
Die größte Population, geschätzt ca. 60.000 adulte Tiere 2007, kommt im Hudson River vor. Die zweitgrößte mit geschätzt 18.000 adulten und ca. 100.000 Exemplaren aller Altersstufen findet sich im Saint John River.
Es gibt nur wenig nichtmenschliche Fressfeinde. Amerikanische Flussbarsche mästen sich mit den Jungfischen und Haie und Robben fangen gelegentlich erwachsene Exemplare. Parasiten spielen offenbar keine Rolle. Es gibt keine Beobachtungen von Krankheiten bei wilden Kurznasenstören. In Fischzuchten kommt es gelegentlich zu Krankheitssymptomen.
Genetisch sind Kurznasenstöre hexaploid, also mit einem sechsfachen Chromosomensatz statt des gewöhnlichen zweifachen Chromosomensatzes ausgestattet.

## Schutzstatus
Seit 1967 gilt die Art in den Vereinigten Staaten als endangered species. Maine hat ein Erhaltungszuchtprogramm geschaffen.